# Determinátory v angličtině
Determinátor (anglicky determiner) je větný člen, který stojí na začátku jmenné fráze, před podstatným nebo přídavným jménem. Prototypickým determinátorem jsou v angličtině členy, ale úlohu determinátoru mohou plnit i jiné slovní druhy, jako zájmena a číslovky. Hlavní funkcí determinátorů je určit vztah jmenné fráze k okolnímu textu – zda se jedná o informaci již dříve zmíněnou, tedy blíže určenou, o které soudíme, že ji posluchač či čtenář zná, nebo zda se jedná o informaci zcela novou, a tudíž obecnou a nespecifikovanou, o které si nejsme jisti, že ji posluchač dobře zná, a že z předchozího kontextu ví, o čem hovořící mluví. Determinátory se používají také k určení počtu, pořadí nebo k jiné kvantifikaci. Další funkcí je vytváření podstatných jmen z přídavných.
Determinátory lze rozdělit na několik skupin:
- determinátory určité
- determinátory neurčité či obecné
- kvantifikátory

Různí autoři rozlišují další skupiny determinátorů.

## Determinátory určité (definite)
Tyto determinátory určují, že se jmenná fráze odkazuje na informaci již známou z předchozího textu, nebo ze společné zásoby znalostí. Mezi určité determinátory patří:
- určitý člen - the
- ukazovací zájmena - this, that, these a those
- přivlastňovací zájmena - my, your, his, her, its, our, their
- podstatná jména v přivlastňovacím pádu - Peter's...
- tázací zájmena - which a what
- vztažné zájmeno - which

Tyto determinátory užíváme v případě, že jsme přesvědčeni o tom, že posluchač/čtenář ví z předchozího kontextu, o čem se mluví.

## Determinátory obecné (general)
Tato druhá kategorie determinátorů se užívá v případě, že o dané věci hovoříme v širším, blíže nespecifikovaném kontextu. Mezi tyto patří:
- neurčitý člen - a/an
- výraz some
- výraz any

S výrazem some se můžeme setkat ve dvou různých podobách. V první zastupuje neurčitý člen při výrazech uvedených v množném čísle, či při nepočitatelných podstatných jménech. V případě druhém jej pak můžeme nalézt ve spojení s podstatnými jmény v jednotném čísle, kdy vyjadřuje neurčitost v podobě nějaký či někteří apod.
Výraz any je pak ekvivalentem determinátoru some, avšak any se užívá v otázkách, či záporném kontextu.

## Nulový člen (zero article)
Tento zvláštní druh determinátoru se vyskytuje ve frázích, které jsou v množném čísle a popisují nějaký obecný fakt, či odkazují například k obecné skupině věcí. Využívá se tak například k vyjádření:
- obecných podstatných jmen hromadných
- obecných podstatných jmen a v množném čísle
- neurčitých podstatných jmen hromadných
- neurčitých podstatných jmen v množném čísle
- vlastních jmen

## Číslovky (Quantifiers)
Číslovky tvoří významnou část determinátorů a jejich funkcí je určit množství u daného jména či jmenné fráze. Řadíme sem:
- výrazy vyjadřující velké či malé množství - many, much, few, little apod. a jejich komparativní a superlativní podoby
- základní a řadové číslovky - one, first apod.
- výrazy vyjadřující násobky či části - half, double apod.
- výrazy označující jednotlivé členy skupiny či skupinu jako celek - each, every apod.

## Determinátory a přídavná jména
Součástí jmenné fráze může být nejen podstatné jméno, ale i přídavná jména a intenzifikátory (very). Pořadí jednotlivých složek je následující: determinátor intenzifikátor přídavné jméno podstatné jméno (příklad: "a very big red apple").

## Kombinace determinátorů
Před jmennou frází se může nacházet více než jeden determinátor. Jejich pořadí je obvykle pevně dané. Proto rozlišujeme predeterminátory, centrální determinátory a postdeterminátory.:
- Predeterminers: zlomky (half), násobky (twice, five times, double), all, both, quite, such; až na výjimky smí být použit nejvýše jeden predeterminer
- Central determiners: členy (a, an, the), přivlastňovací zájmena (my, your, his, her, ...), ukazovací zájmena (this, that)
- Postdeterminers: neurčité číslovky (many, few, several), řadové číslovky (two, three, ...), odkazy na pořadí (next, last, previous, ...)

## Předložkové fráze
Pokud před jmennou frázi umístíme předložku, vznikne předložková fráze. Předložkové fráze se obvykle používají jako příslovečná určení nebo předměty. Předložka je vždy před determinátorem.